# БТЗ-5276-04
БТЗ-5276-04 — российский высокопольный троллейбус большой вместимости для внутригородских пассажирских перевозок, серийно производившийся с 2002 до 2007 на Башкирском троллейбусном заводе (БТЗ) в городе Уфа Республики Башкортостан. Названием машины является аббревиатура полного названия завода-производителя вместе с индексом «5276» по общероссийскому рубрикатору подвижного состава автобуса и троллейбуса; «04» обозначает модификацию по порядку разработки. По состоянию на 1 января 2007 года полное число выпущенных БТЗ-5276-04 составляет около 200 машин. Наряду с готовыми троллейбусами БТЗ поставляет заказчикам своей продукции кузова разной степени комплектности, которые используются при капитально-восстановительном ремонте (КВР) старых троллейбусов марки ЗиУ-682 (ЗиУ-9). БТЗ-5276-04 и отремонтированные троллейбусы с использованием его кузовов работают в значительном числе городов России и Казахстана.

## История создания
Середина 1990-х гг. стала для многих троллейбусных хозяйств России тяжёлым временем. Резко упавшее финансирование и повышение отпускных цен на продукцию Завода имени Урицкого (ЗиУ) — тогдашнего монополиста в сфере производства троллейбусов — привело к невозможности своевременного обновления подвижного состава во многих из российских предприятий. Положение усугублялось тем обстоятельством, что выпускаемая в то время на ЗиУ модель ЗиУ-682Г-012 отличалась небольшим сроком службы из-за переоблегчённых несущих конструкций и некачественным исполнением. В результате уже после 5 лет эксплуатации в напряжённых условиях у ЗиУ-682Г-012 рама корродировала до полной негодности машины к эксплуатации (при назначенном сроке службы и бухгалтерской амортизации в 10 лет). В результате на местах троллейбусные вагоноремонтные заводы из-за монопольного положения ЗиУ (впоследствии АО «Тролза») на рынке стали не только ремонтировать старую технику, но и собирать новые кузова (а то и целые троллейбусы по образцу ЗиУ-9). Во избежание правовых проблем с АО «Тролза» такого рода деятельность практически всегда обозначалась как капитальный или капитально-восстановительный ремонт троллейбусов производства ЗиУ. Одним из таких предприятий был ремонтный завод в Уфе. Заводчане сами разработали «клон» ЗиУ-9 под названием БТЗ-5276, который у водителей и ремонтников приобрёл репутацию тяжеловатой, но прочной и надёжной машины. Вскоре кооперация с производителями электрооборудования и запасных частей, хорошая репутация и спрос на продукцию позволили перейти от капитально-восстановительных ремонтов к полноценному выпуску троллейбусов, предприятие стало именоваться Башкирским троллейбусным заводом. Но для выхода на рынок требовался троллейбус, не являющийся «клоном» ЗиУ-9. Поэтому в начале 2000-х гг. конструкторы БТЗ пересмотрели внешний дизайн БТЗ-5276, в результате чего в 2002 году на свет появился БТЗ-5276-04.
Чтобы не терять участие в рынке капитально-восстановительных ремонтов, БТЗ-5276-04 полностью сохранил габариты ЗиУ-682Г и посадочные места под применяемое в ЗиУ-682Г оборудование (мосты, подвеска, электродвигатель). В результате троллейбусные хозяйства-заказчики могут приобретать не готовый троллейбус, а только его кузов различных степеней комплектности в зависимости от своих надобностей и наличия исправных узлов и агрегатов для досборки рабочего троллейбуса. Такое решение позволило БТЗ занять прочную позицию на рынке производителей троллейбусного подвижного состава. Кроме того, БТЗ-5276-04 сохранил прочную раму своего предшественника БТЗ-5276 и является одним из наиболее долговечных российских троллейбусов. С другой стороны, небольшие объёмы выпуска и более высокая материалоёмкость по сравнению с троллейбусами производства АО «Тролза» приводят к более высокой отпускной цене БТЗ-5276-04. До 2007 года произведено 285 троллейбусов.

## Галерея

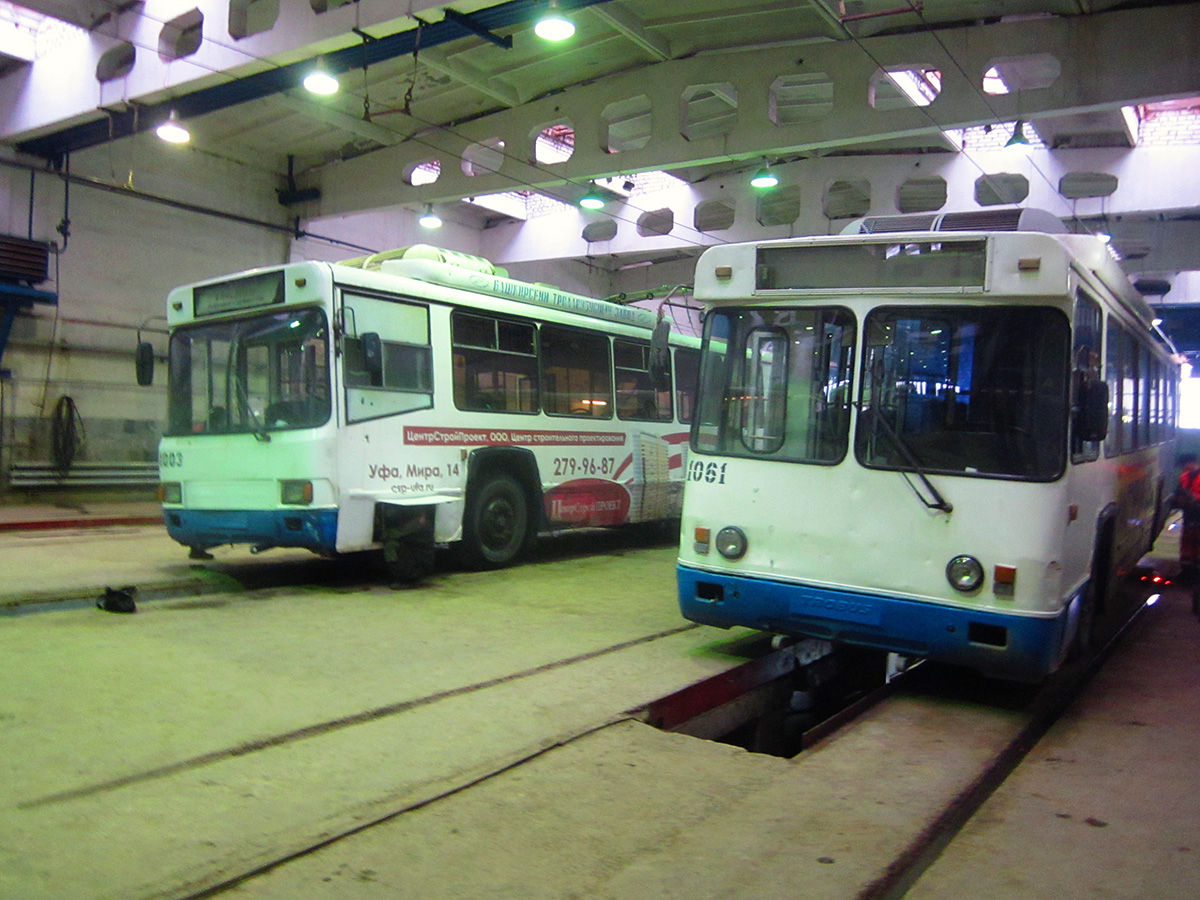
Троллейбусы БТЗ-52761Р 1003 и БТЗ-5276-04 1061 в троллейбусном депо №1 города Уфы
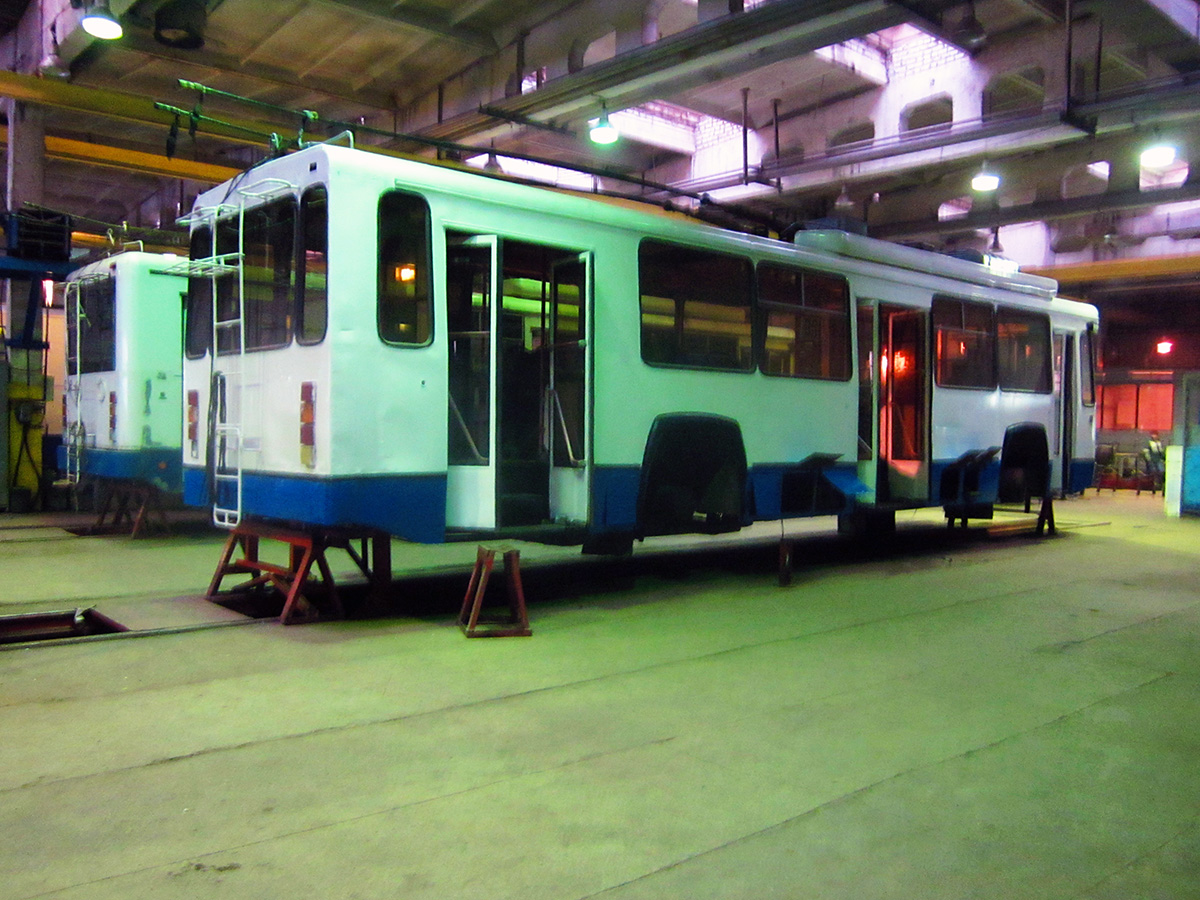
Троллейбус БТЗ-5276-04 в троллейбусном депо №1 города Уфы
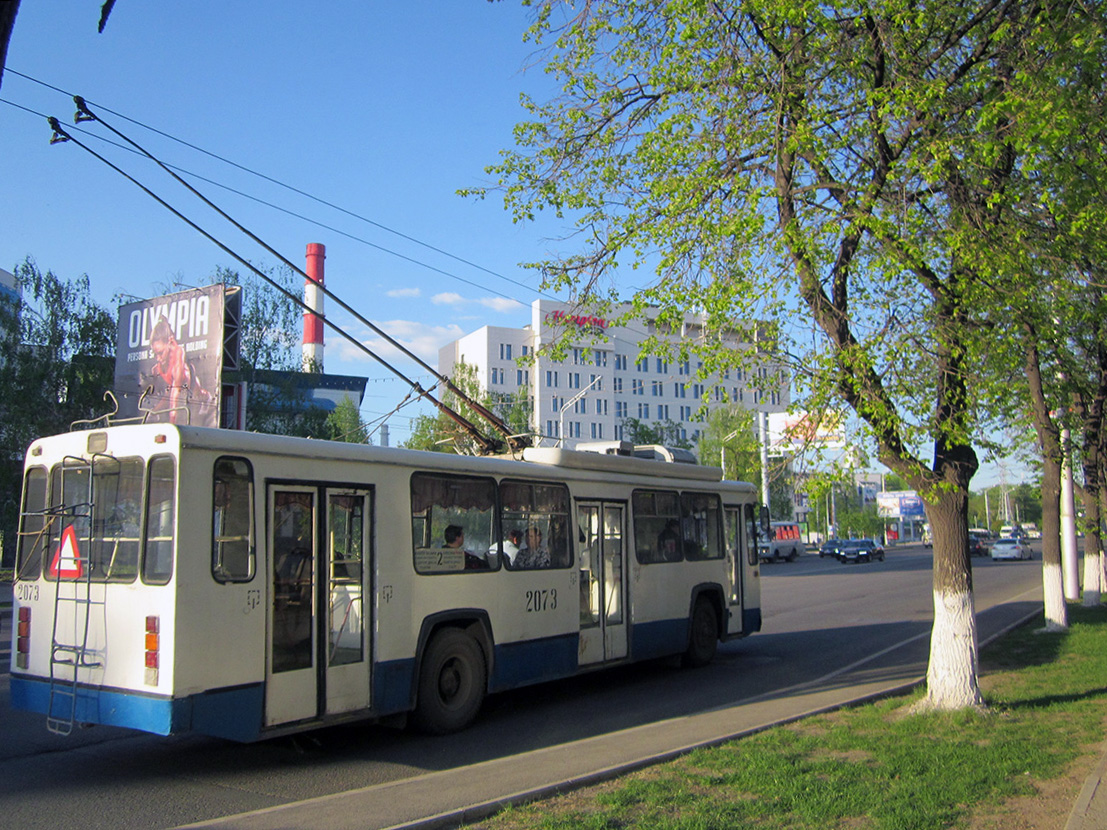
Троллейбус БТЗ-5276-04 2073 в Уфе
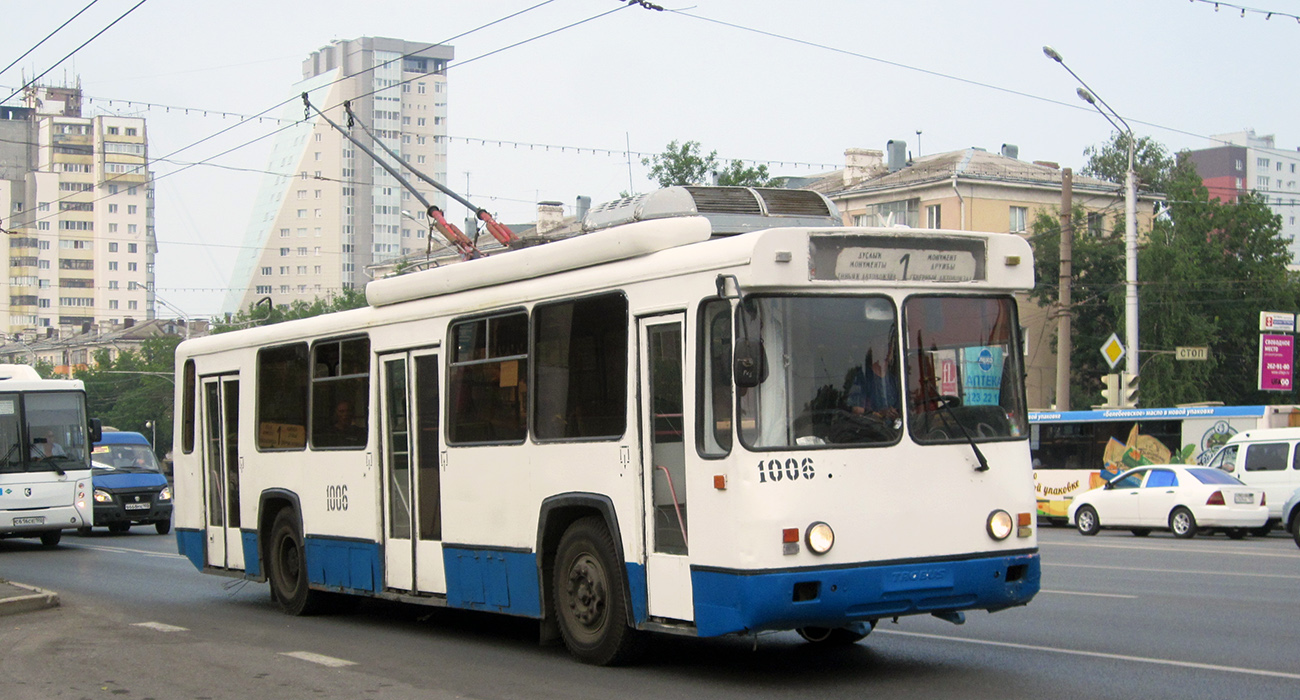
Троллейбус БТЗ-5276-04 1006 в Уфе
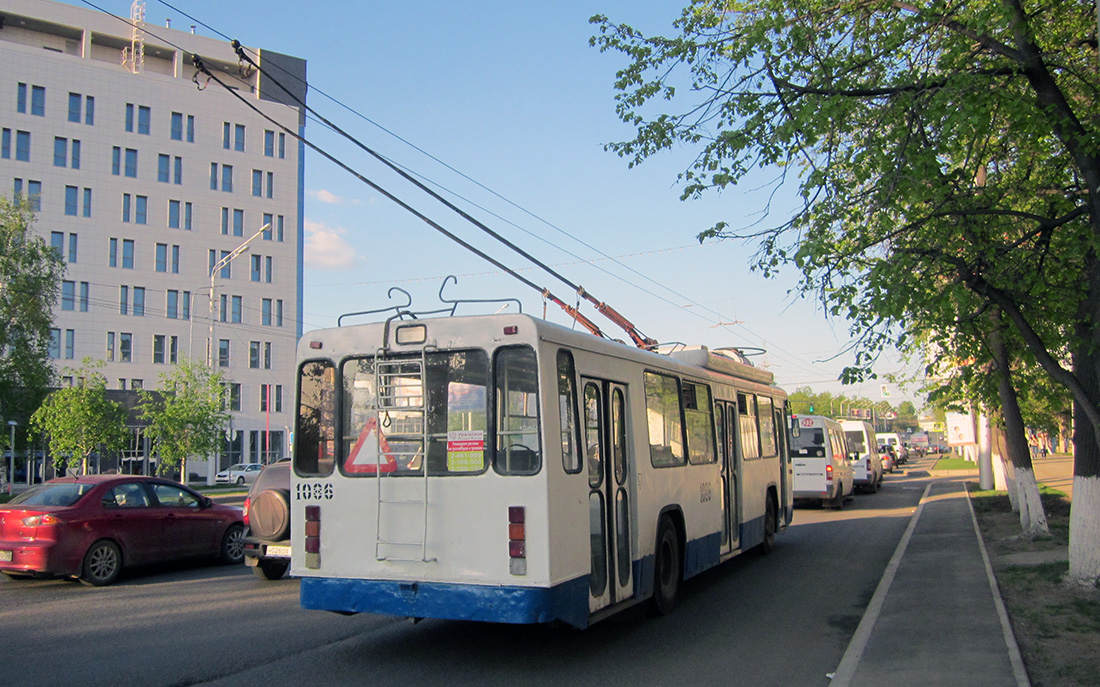
Троллейбус БТЗ-5276-04 1086 в Уфе